# Tristan Prettyman

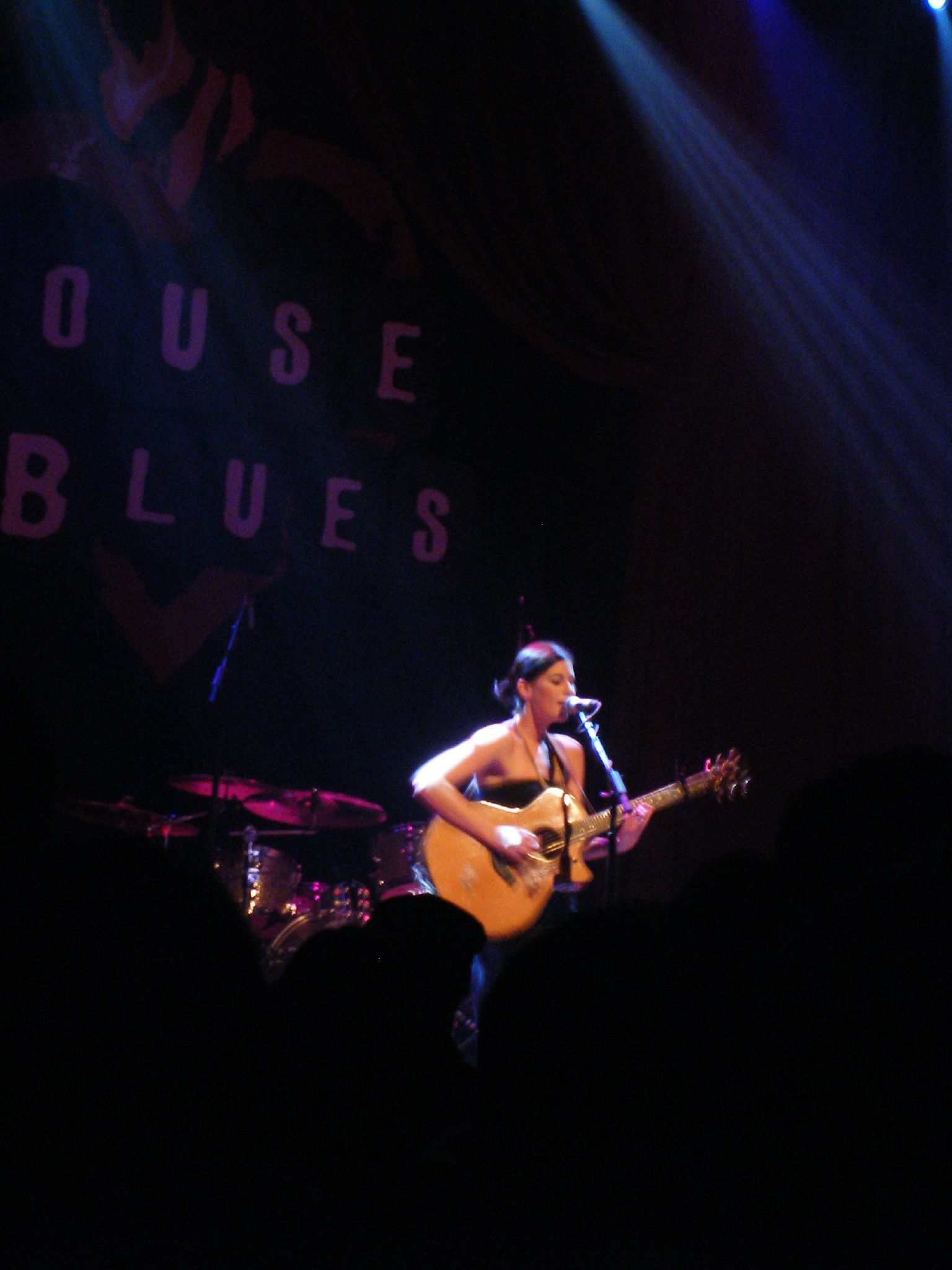
Tristan Prettyman

Tristan Prettyman (Del Mar, 23 mei 1982) is een Amerikaans singer-songwriter.
Prettyman groeide op in San Diego. Naast surfen en modelwerk voor surfmerk Quicksilver schreef en speelde ze haar eigen liedjes. Haar stijl kende invloeden van onder meer Ani DiFranco en Joni Mitchell. Na wat kleine optredens mocht ze een nummer aanleveren voor de soundtrack van Chris Malloys surffilm Shelter (2001). Hierdoor kreeg ze wat bekendheid en ze toerde met Jason Mraz, waar ze een relatie mee had, en G. Love & Special Sauce. Ze bracht zelf de ep Love uit.
In 2005 verscheen haar debuutalbum Twentythree op het Virgin-label. Onder meer Jason Mraz, G. Love en Jesse Harris werkten mee aan het album. Het nummer Love love love werd als single uitgebracht.

## Discografie

### Albums
- T W E N T Y T H R E E (2002)
- Hello (2008)
- Cedar + Gold (2012)

### Overig
- 4-track demo cd (2002)
- The Love (ep, 2003)
- Love love love (single, 2005)

- Bibliothèque nationale de France: cb15001617g (data)
- International Standard Name Identifier: 0000 0003 7819 3415
- Library of Congress Control Number: no2005083706
- MusicBrainz: 926059d2-20a6-4667-8a35-95622b460279
- Virtual International Authority File: 255668518
- WorldCat: E39PBJwhw4ggytQ3JxKwHFJMT3